# Josip Špoljarić
Josip Špoljarić (Osijek, 5. siječnja 1997.) hrvatski je nogometaš koji igra na poziciji veznog igrača. Trenutačno igra za ZTE.